# Building & Automation
building & automation ist eine deutsche Fachzeitschrift des Elektrohandwerks, die im VDE-Verlag in Offenbach herausgegeben wird. 100-prozentiger Gesellschafter des Magazins ist der Verband der Elektrotechnik, Elektronik und Informationstechnik (VDE).

## Geschichte

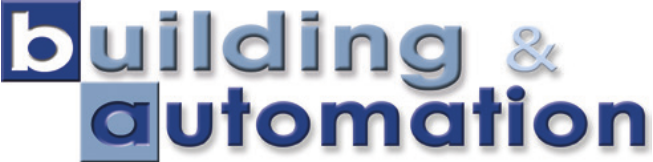
Logo bis 2015
Logo ab 2016
Logo ab der 6. Ausgabe 2020